# Triumph 2000
Cet article concerne la berline produite de 1963 à 1977. Pour le roadster de 1948-49, voir Triumph Roadster. Pour la berline de 1949, voir Triumph Renown.
La Triumph 2000, Triumph 2.5 PI et Triumph 2500 sont trois variantes du même modèle de berline produites par le constructeur automobile britannique Triumph de 1963 à 1977 et dessinées par le carrossier italien Giovanni Michelotti. Elles sont équipées d'un moteur à 6 cylindres en lignes, alimenté par deux carburateurs ou, dans le cas de la 2.5 PI par un système d'injection mécanique Lucas.
Les 2000 sont équipées d'un moteur de 1 998 cm3 de cylindrée, celui des 2.5 PI et 2500 est de 2 498 cm3. 
Deux versions se succèdent : la Mk 1, de 1963 à 1969, avec les variantes 2000 et 2.5 PI, et la Mk 2, de 1969 à 1977, dotée d'une nouvelle carrosserie reprenant les lignes de celle de la Triumph Stag, toujours dessinée par Michelotti, avec les variantes 2000 Mk 2 et 2.5 PI Mk 2. En 1975, les 2.5 PI à moteur à injection cessent d'être commercialisées et sont remplacées par les 2500 TC et 2500 S, cette dernière disposant d'un niveau de finition supérieur ; toutes deux disposent de deux carburateurs et ne présentent pas de changements esthétiques par rapport à la 2000 Mk 2.

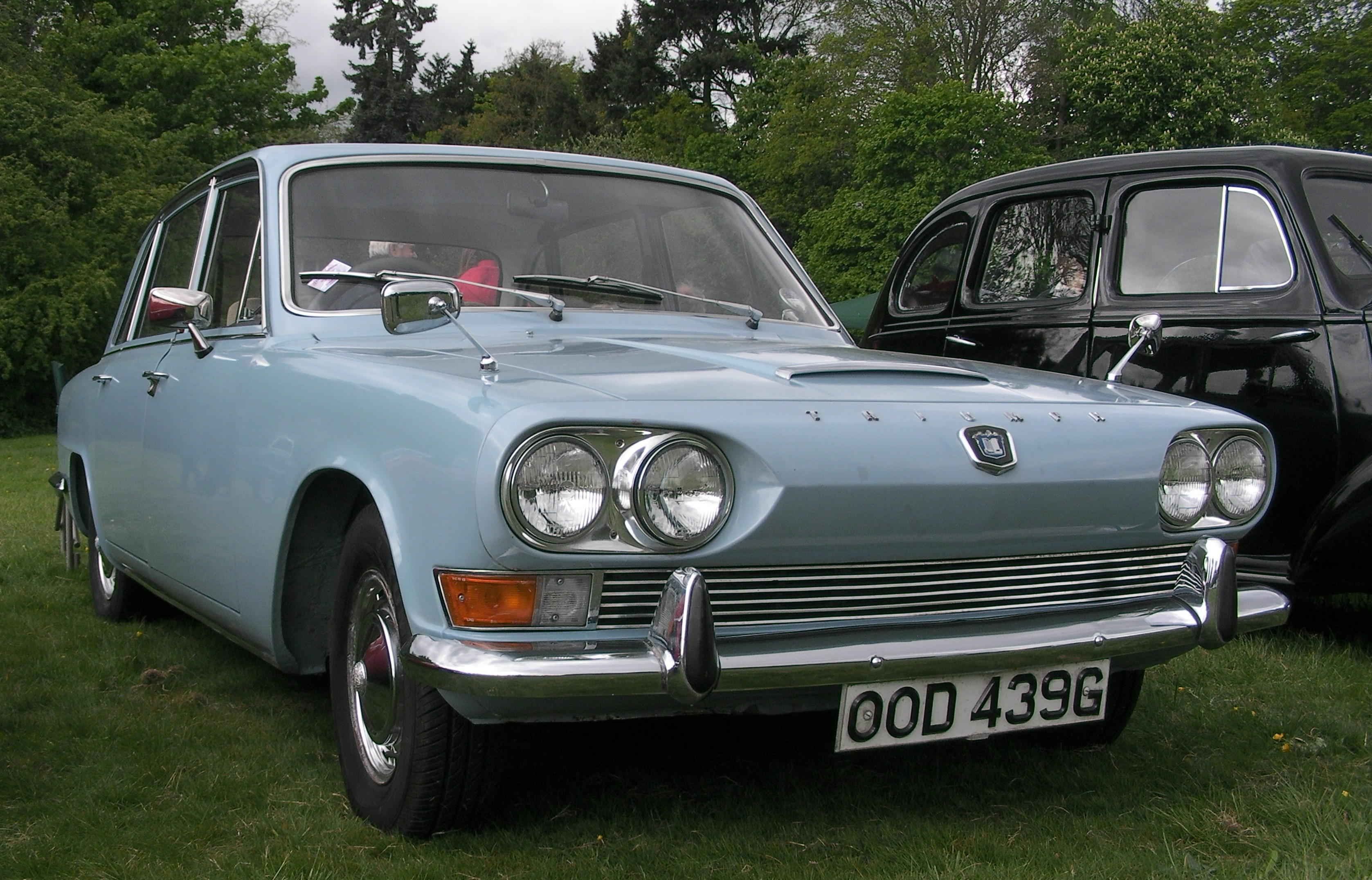
Triumph 2000 Mk 1 (avant)
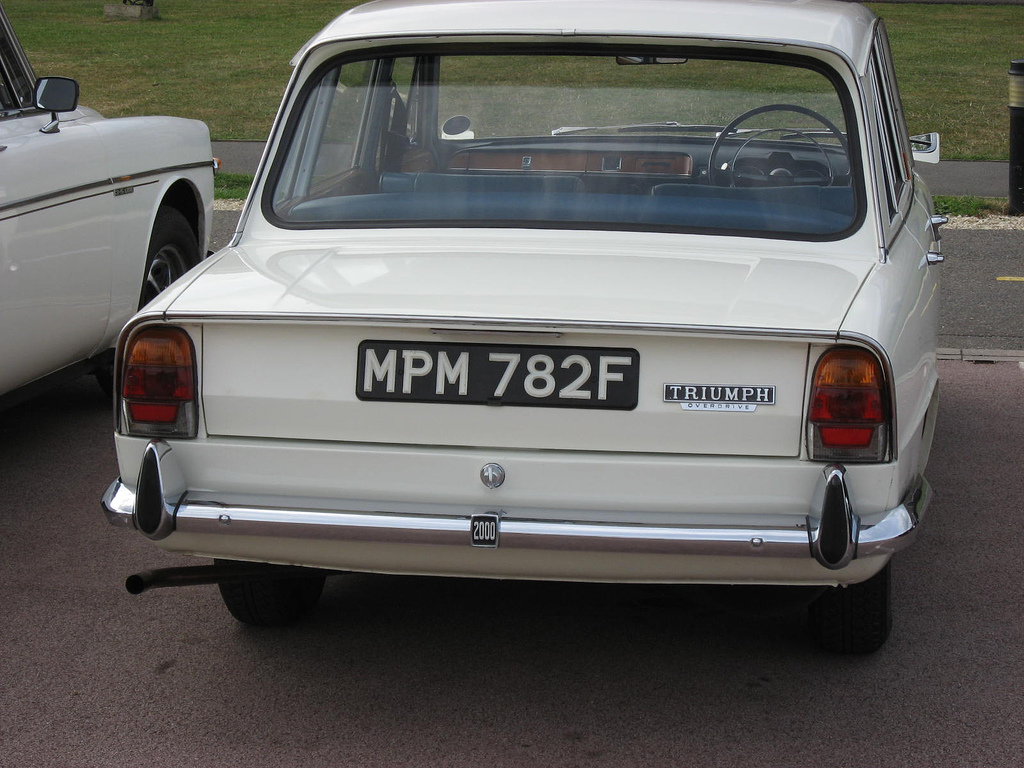
Triumph 2000 Mk 1 (arrière)
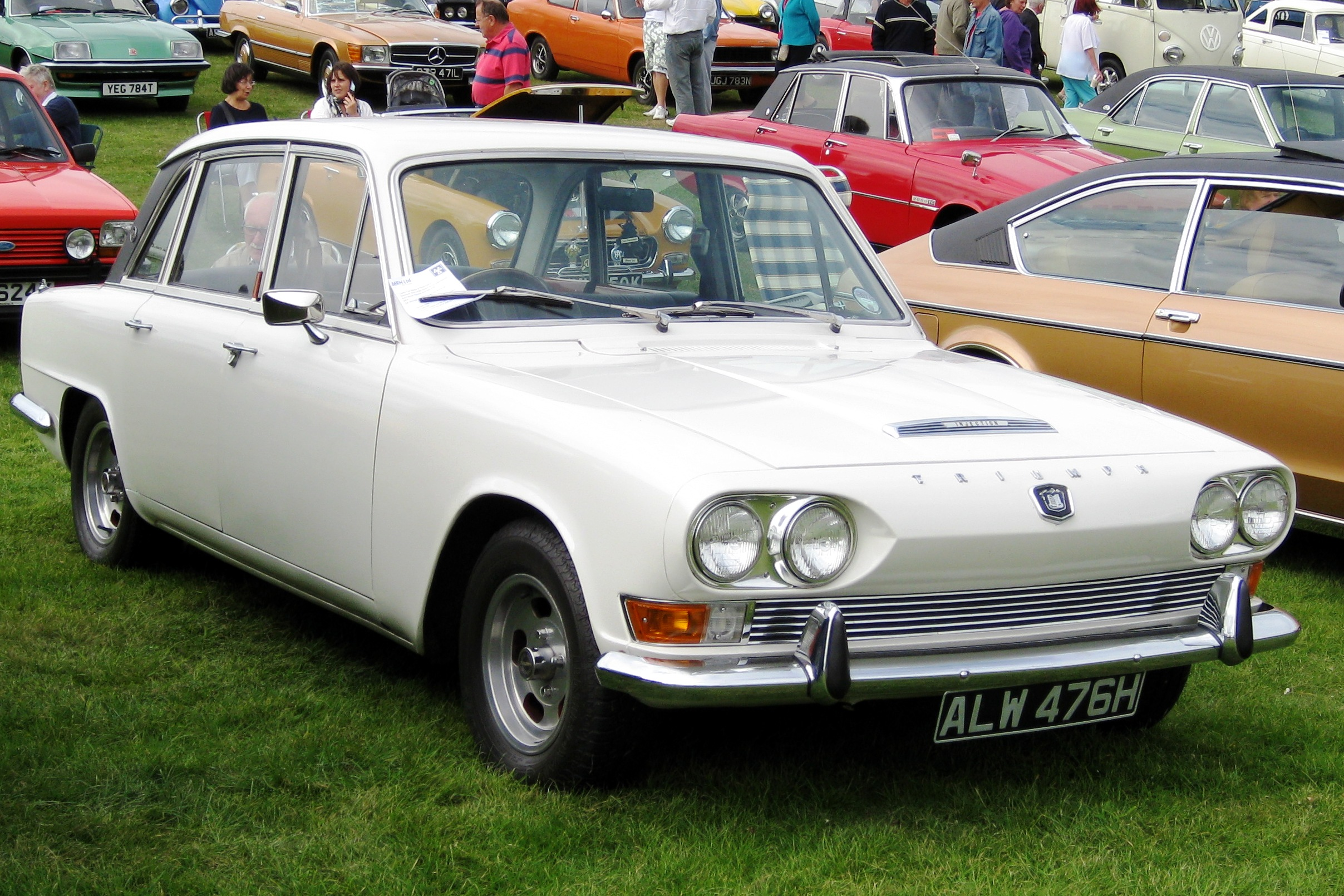
Triumph 2.5 PI Mk 1
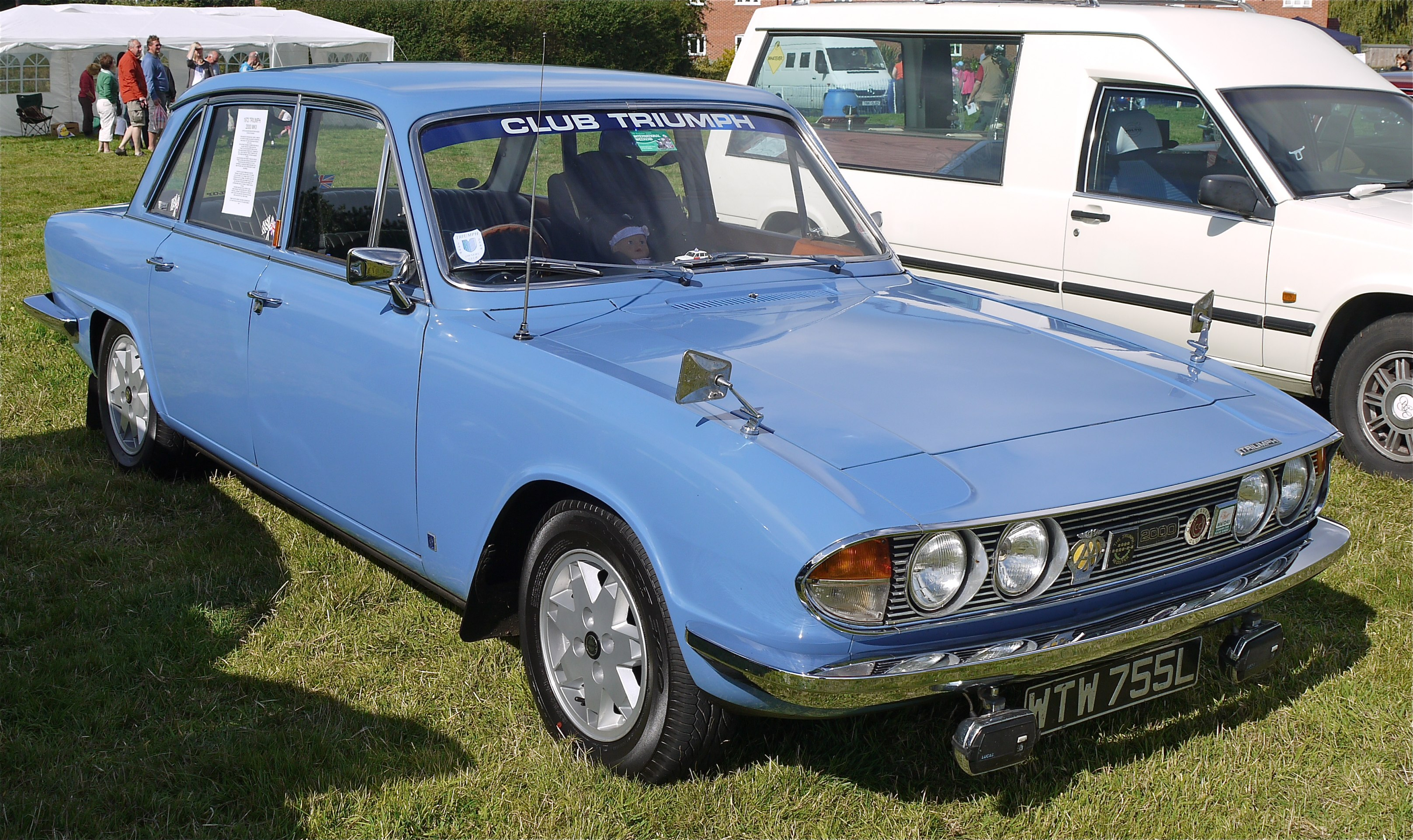
Triumph 2000 Mk 2
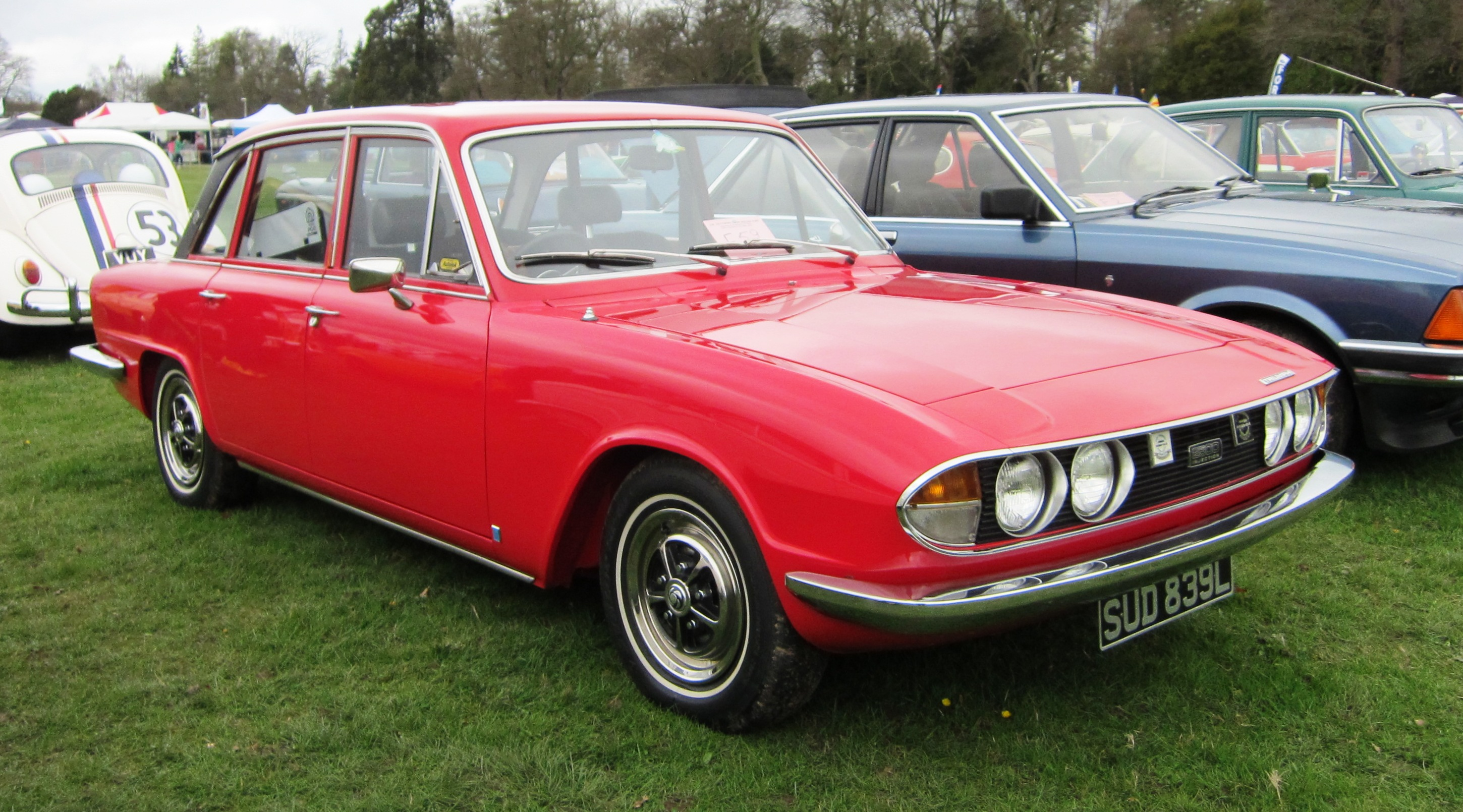
Triumph 2.5 PI Mk 2
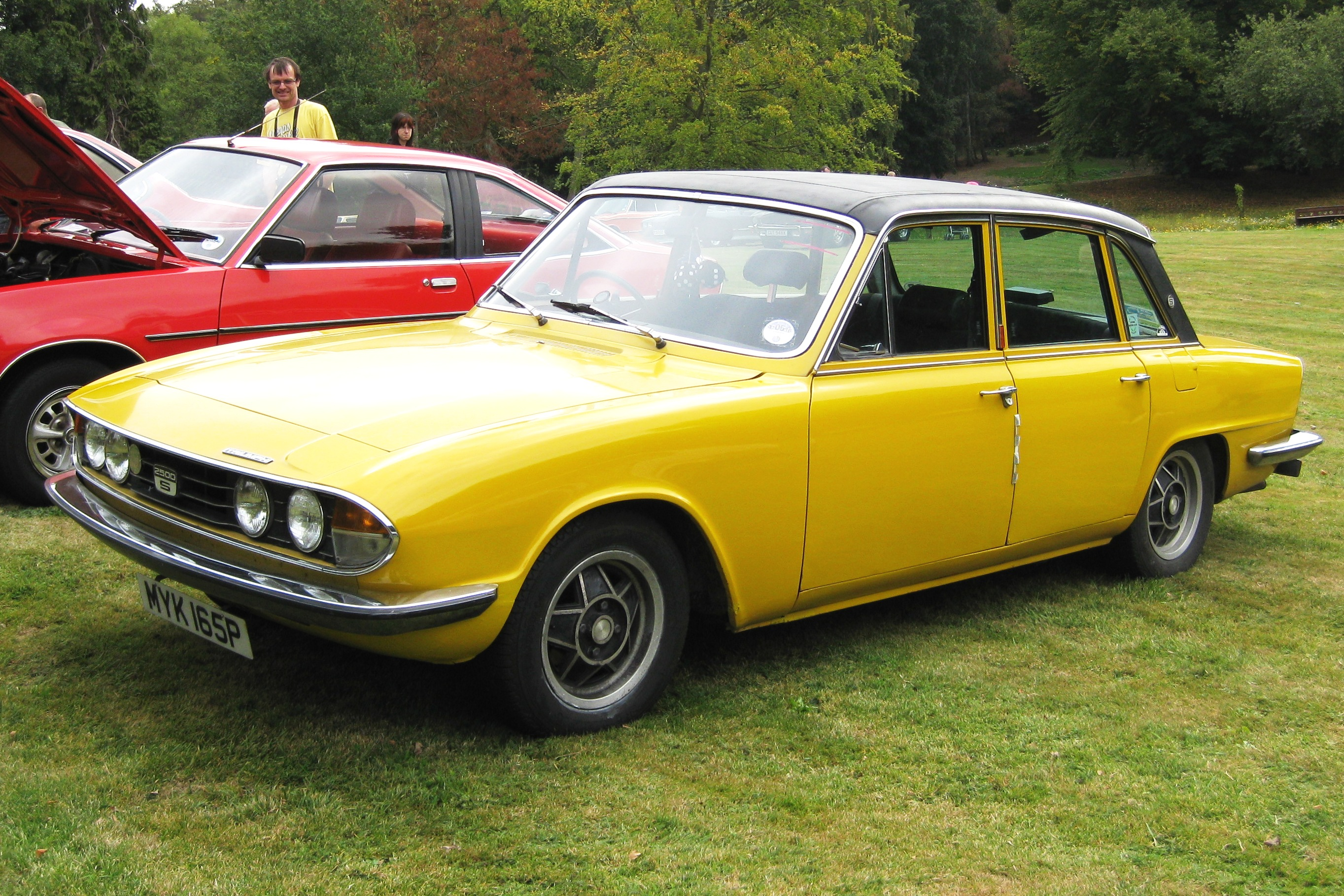
Triumph 2500 S
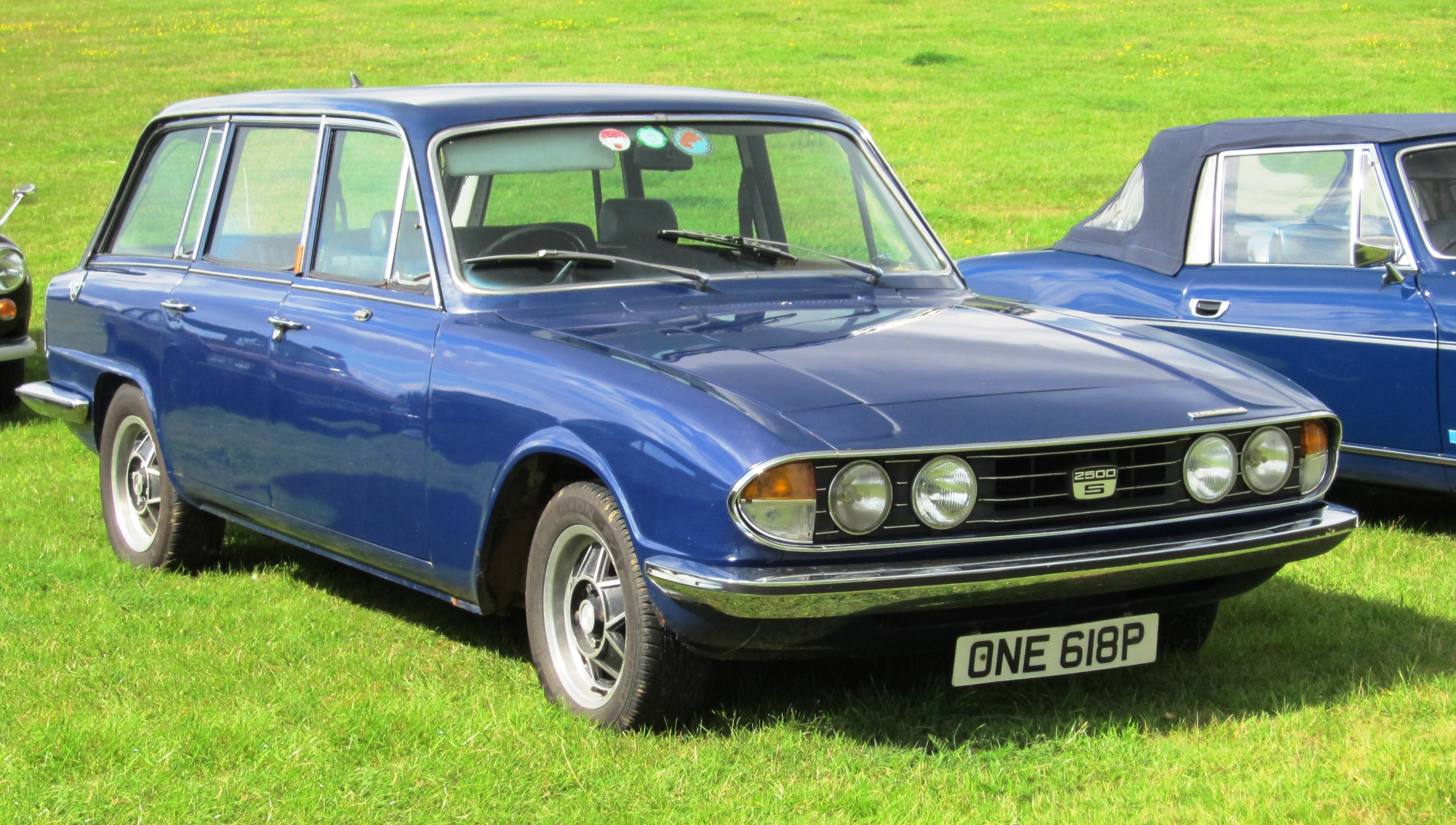
Break Triumph 2500 S

## En compétition
Des exemplaires de Triumph 2000 sont engagés par Triumph en rallye automobile en 1964 et 1965 pour les épreuves sur terre, les épreuves sur asphalte étant courues par des Triumph Spitfire.
En 1970, deux Triumph 2.5 PI se classeront respectivement 2e et 4e du rallye de la Coupe du Monde Londres-Mexico.